# Concerto pour piano no 26 de Mozart
Concerto du Couronnement
Le Concerto pour piano no 26 en ré majeur dit du Couronnement, K. 537, est un concerto pour piano de Mozart.
Composé au début de 1788, il a été joué le 15 octobre 1790 à Francfort à l'occasion du couronnement de Léopold II. Il doit sa popularité à l'écriture qui doit beaucoup au style galant.

## Instrumentation
| Instrumentation du Concerto pour piano no 26                         |
| Cordes                                                               |
| premiers violons, seconds violons, altos, violoncelles, contrebasses |
| Bois                                                                 |
| 1 flûte, 2 hautbois, 2 bassons                                       |
| Cuivres                                                              |
| 2 cors en ré, 2 trompettes en ré (tacet dans le Larghetto)           |
| Clavier                                                              |
| piano                                                                |
| Percussions                                                          |
| timbales en ré et la (tacet dans le Larghetto)                       |

## Structure
Le concerto comprend 3 mouvements :
1. Allegro, en ré majeur, à , 422 mesures
2. (Larghetto), en la majeur, à , 110 mesures
3. (Allegretto), en ré majeur, à 
, 374 mesures

Durée : environ 32 minutes
Les second et troisième mouvements ont leur tempo donné entre parenthèses car dans la partition autographe, ces mentions n'ont pas été écrites par Mozart mais par une main étrangère.